# マリーン朝

マリーン朝
المرينيون
ⵉⵎⵔⵉⵏⴻⵏ

マリーン朝の領域（1300年）

マリーン朝（マリーンちょう、アラビア語: المرينيون、ベルベル語:ⵉⵎⵔⵉⵏⴻⵏ）は、12世紀末から15世紀末にかけてモロッコに存在していたイスラーム国家。ザナータ系ベルベル人のマリーン族によって建国された。フェズを首都とし、マグリブ西部を支配した。
略奪を目的とした軍事行動がマリーン朝の建国の動機となっていたが、ジハード（異教徒に対する聖戦）の実施やモスク（寺院）とマドラサ（神学校）の建築など王朝の宗教的意識は強かった。前半期には積極的に軍事活動を実施したが、君主の地位を巡る内紛によって衰退した。

## 歴史

### 建国初期
マリーン族はもともとアルジェリア東部のビスクラ地方で遊牧生活を営んでいたが、11世紀末にアラブ遊牧民のヒラール族とスライム族の攻撃を受けて西方に移動した。マリーン族はモロッコ南東部のシジルマサとムルーヤ川の間で生活し、12世紀初頭に建国されたムワッヒド朝への服従を拒絶してサハラ砂漠に退去した。しかし、1195年にイベリア半島で行われたアラルコスの戦いではムワッヒド朝に従軍し、多くの戦利品を獲得した。
1212年にムワッヒド朝がナバス・デ・トロサの戦いでキリスト教国の連合軍に敗北した後、マリーン族の指導者であるアブド・アル＝ハック1世は部族を糾合してモロッコ北部に進出した。従来はマリーン族は冬期に備えて都市で食糧を購入していたが、食料の調達のために都市を占領し、1216年から1217年にかけてリーフ山脈を支配下に収めた。最初マリーン族は定住民から貢納を取り立てるだけにとどまっていたが、次第に部族の指導者は政治的な野心を抱くようになる。1218年にマリーン族は初めてフェズ郊外に到達した。フェズ、ターザ周辺の部族長達は平地部に進出したマリーン族に服従するが、ムワッヒド朝から派遣された討伐隊の攻撃を受けて後退した。平野部への再進出を図るマリーン族はリーフ山地のサンハジャ族、小アトラス山脈のゼナタ族と同盟し、再戦の準備を進めた。
1244年に指導者の地位に就いたアブー・バクルの時代に、マリーン族の勢力はより拡大する。1247年にメクネスがマリーン族によって占領され、これまでムワッヒド朝に雇われていたキリスト教徒やトルコ人の傭兵たちがマリーン朝側についた。翌1248年にアブー・バクルはターザ、サレを初めとする大西洋沿岸部の都市を制圧し、国力をより高めた。同年、アブー・バクルはイフリーキーヤの新興国ハフス朝の権威を承認する。

### キリスト教国、ザイヤーン朝との戦争
1258年に即位したアブー・ユースフ・ヤアクーブはマリーン朝の君主の中で最初に「アミール・アル＝ムスリミーン」の称号を使用した君主であり、加えてムワッヒド朝を滅ぼしたことより、実質的な建国者と見なされることが多い。
1269年9月にユースフ・ヤアクーブはムワッヒド朝の首都マラケシュを攻略する。しかし、ムワッヒド朝が滅亡した後も大アトラス山脈のアラブ遊牧民は中央の意図から離れた動きをし、各地に封じられた王族たちは中央政府に反抗的な姿勢を見せた。
ユースフ・ヤアクーブは在位中に4度にわたるイベリア半島遠征を実施した。イベリア半島での「聖戦」は国家の宗教的理念の強化、そしてマラガ、アルヘシラスなどの半島南部の国際貿易の拠点の獲得を目的としていた。1264年にグラナダを支配するイスラーム国家ナスル朝の要請に応じて、イベリア半島各地で蜂起したイスラーム教徒を支援するために1,000の騎兵を派遣した。1275年にカスティーリャ王アルフォンソ10世が国を留守にしていた隙を突いてユースフ・ヤアクーブはイベリア半島に上陸し、ナスル朝から貸与されたタリファ、アルヘシラス、ジブラルタルを拠点とした。1275年9月にマリーン朝とナスル朝の連合軍はエシハでカスティーリャ軍に勝利を収め、翌1276年初頭に撤退する。1282年にカスティーリャで王子サンチョがアルフォンソ10世に反乱を起こした際にアルフォンソ10世はマリーン朝に援軍を要請し、ユースフ・ヤアクーブはアルフォンソ10世と共闘してサンチョを攻撃した。サンチョ4世がカスティーリャ王に即位した後、1286年にマリーン朝とカスティーリャの間に和平が成立し、クルアーン（コーラン）の写本が贈られた。
アブー・ヤアクーブ・ユースフは、1291年にカスティーリャ艦隊に敗北し、翌1292年にタリファ包囲に失敗する。1296年からアブー・ヤアクーブ・ユースフはザイヤーン朝との戦争を開始し、1299年からのザイヤーン朝の首都トレムセンの包囲は長期に及んだ。包囲の際に、トレムセンから南西4km離れた地点にマンスールという名の都市が建設され、マンスールには宮殿、モスク、旅館、ハンマーム、スークなどの様々な施設が建設される。アブー・ヤアクーブ・ユースフの時代には、エジプトのマムルーク朝を除く北アフリカの勢力がマリーン朝の権威を認めた。1307年にアブー・ヤアクーブ・ユースフはマンスールの宮殿で暗殺され、跡を継いだアーミルは包囲を解いて撤退し、マンスールはトレムセンの住民によって取り壊された。
アーミル、スライマーンの跡を継いだウトマーン2世が即位した当初、歴代国王の遠征によって国庫は逼迫し、王族たちは政府に反抗していた。ウトマーン2世はナスル朝の支配下に置かれていたセウタとアルヘシラスを奪回し、ハフス朝、ザイヤーン朝と和平を結んだ。また、イベリア半島のマリーン朝の領地をナスル朝に譲渡し、ジブラルタル海峡を自然の国境に定めた。

### 最盛期
アブー・アルハサン・アリー、その子のアブー・イナーン・ファーリスの時代にマリーン朝は最盛期を迎える。
アブー・アルハサンは即位当初ウトマーン2世の政策を継承して平和路線を取っていた。アブー・アルハサンの即位後に国家を悩ませていた内紛が鎮圧され、マリーン朝では再び征服事業が開始される。ザイヤーン朝から攻撃を受けていたハフス朝を支援する名目を掲げ、1335年にアブー・アルハサンはザイヤーン朝の領土に進攻した。1337年にマリーン朝はトレムセンを占領し、危機を覚えたハフス朝はマリーン朝との同盟を破棄した。
イベリア半島においてもアブー・アルハサンは攻勢に出、1333年にアルヘシラスを占領する。1340年にキリスト教国の艦隊を破ったアブー・アルハサンはイベリア半島に上陸し、9月半ばにナスル朝とともにタリファに包囲を敷いた。しかし、10月30日にサラードの戦いでマリーン朝はキリスト教国の連合軍に決定的な敗北を喫する。以後マリーン朝はイベリア半島の城砦に守備隊を置いてナスル朝を支援したが、遠征事業を行うことは無くなった。1344年にアルヘシラスはカスティーリャに奪還され、マリーン朝の最後の拠点となっていたジブラルタルも1374年にナスル朝に併合される。
ハフス朝で起きた王位を巡る内紛に乗じてマリーン朝は東に軍を進め、1347年にハフス朝の首都チュニスを占領し、ハフス朝を併合する。アブー・アルハサンはイフリーキーヤ内のアラブ諸部族の自治に干渉しようと試みたが、1348年にカイラワーン近郊でアラブ諸部族に敗北する。敗れたアブー・アルハサンは海路でチュニスに帰還するが、フェズに残っていた王子アブー・イナーン・ファーリスはアブー・アルハサンが戦死した誤報を信じて即位を宣言した。アブー・アルハサンはアラブ遊牧民の支援を受けたハフス朝の王族アブー・アル＝アッバース・アフマドからの抵抗を抑えることができず、1349年12月にチュニスを放棄したアルジェ、シジルマサなどの土地でアブー・アルハサンとアブー・イナーンの軍隊が交戦し、1351年にアブー・アルハサンは復位を果たせずに没した。アブー・アルハサンの没落後にザイヤーン朝は再独立し、ベジャイア、コンスタンティーヌ、アンナバではハフス朝の王子たちが独自の政権を打ち立てた。
1352年にアブー・イナーンはトレムセンを再征服し、翌1353年にベジャイアを占領した。1357年にアブー・イナーンはチュニスに入城したが、アラブ遊牧民の反乱のためにフェズへの退却を余儀なくされる。アブー・イナーンの治世の末期には反乱が頻発し、1357年にアブー・イナーンは没するが、その死について宰相のハサン・ブン・アマルによって絞殺されたという噂が立った。
アブー・イナーンの死によってマリーン朝の最盛期は終わりを迎え、長く続く内乱によって王朝の政治・経済・文化は衰退していく。また、国政の実権は王からワズィール（宰相）の元に移っていく。

### 内乱と衰退
アブー・イナーンの死後、ハサン・ブン・アマルが擁立するムハンマド2世、多くの王族から支持を得たマンスール・ブン・スライマーン、アブー・イナーンの弟であるアブー・サーリムが王位を要求する。1359年にアブー・サーリムが王位に就くが即位から2年余りでクーデターによって殺害され、宰相のアマル・ブン・アブドゥッラーがアブー・サーリムの兄弟ターシュフィーンを名目上の王に据えて実権を握った。
1367年にアマル・ブン・アブドゥッラーを殺害して即位したアブド・アル＝アズィーズ1世は実権を回復していくが、なおスース地方は独立状態にあった。1374年に即位したアブー・アル＝アッバース・アフマドは、トレムセンからアルジェに至る過去に喪失した地域を再征服する。
アブー・サイード・ウトマーン3世の時代にアルジェリア、チュニジアの征服地が独立し、1411年にリーフ山脈で起きた反乱をきっかけに10人の王族が王位を主張して蜂起した。1415年にセウタがポルトガル王国によって占領される。1420年にウトマーン3世は暗殺され、幼少の息子アブド・アル＝ハック2世が王位に就いた。

### 滅亡
フェズとサレの間の交通路を掌握するワッタース家のアブー・ザカリヤーはマリーン朝内の政敵に対抗するためにアブド・アル＝ハック2世を支持し、王室と婚姻関係を築いた。ワッタース家の権威はマリーン朝のほぼ全域に広がり、1437年にアブー・ザカリヤーがポルトガルのタンジール侵攻を撃退すると名声はより高まった。外敵の侵入に反応して民衆の間では宗教的情熱と愛国心が高揚し、各地に同胞団や修養所が乱立した。成長したアル＝ハック2世はワッタース家の勢力を不安視し、1458年にワッタース家の人間を粛清した。殺害された宰相ヤフヤーの兄弟ムハンマド・アッ＝シャイフは沿岸部に逃れ、マリーン朝滅亡後にワッタース朝を建国する。
ワッタース家の勢力を排除したアル＝ハック2世は彼らの代わりにユダヤ教徒をワズィール、ハージブ（侍従）、カーイド・アッシュルタ（警察長官）の要職に就けた。アル＝ハック2世が起用したユダヤ教徒はイスラム教徒を圧迫し、ユダヤ教徒を優遇する政策を採ったため、国内のイスラム教徒に不満が蓄積されていく。1465年にカーイド・アッシュルタのフサイン・アル＝ヤフーディーがシャリーフ（預言者ムハンマドの子孫）の女性を尋問、侮辱したことが引き金となってフェズの市民の不満が爆発し、市民はシャリーフのムハンマド・イムラーンを旗頭として蜂起した。
アル＝ハック2世はフェズ市民によって殺害され、彼の死後一時的にムハンマド・イムラーンを元首とするシャリーフ政権が樹立された。1472年にワッタース家がシャリーフ政権にとって代わり、モロッコを支配する。

## 首都フェズ
ムワッヒド朝との関係を断絶するため、マラケシュに代えてフェズがマリーン朝の首都に制定された。
軍事・行政の拠点として、1276年に新フェズ（ファース・アル・ジャディード）が建設される。新フェズには宮廷、兵舎のほかにキリスト教徒とユダヤ教徒の居住区が設けられていた。1438年に旧フェズでユダヤ教徒の虐殺が起きた後、ユダヤ教徒は新フェズに居住区を形成した。

## 社会
アブド・アル＝ハック1世は最初にアミール（総督）の称号を用い、アブー・バクルが初めてマリク（王）の称号を使用した。アブー・ユースフ・ヤアクーブは「アミール・アル＝ムスリミーン（イスラム教徒の長）」という称号を使い、彼の後に即位したマリーン朝の君主たちはこの称号を使用した。
国璽と会計はモロッコ、アンダルシア出身から登用された書記（カーティブ）が司った。解放奴隷が任じられることが多いハージブ（侍従）は政治的権力を有していなかったが、ハージブの中には国政に強い影響力を行使した者もいた。軍隊は傭兵で編成される騎兵隊とザナータ族の近衛兵で構成され、戦時には補充兵が増員された。戦争においては、ワズィールが作戦の立案、軍隊の指揮を担当した。役人と兵士には金が給与として支給され、高官には金製の装飾品が支給された。
国王の支配力は都市とその周辺の土地に限られ、支配領域の外では半ば自立したザナータ族やアラブ遊牧民が割拠していた。地方の大知事は王族、もしくは遊牧民の長が任じられた。アトラス山脈は事実上アミール（総督）の自治下にあり、アミールの下に徴税権を有する現地人（カビーラ）が置かれていた。イベリア半島からマリーン朝に逃れた亡命者は、知識人、芸術家、商人といったモロッコの上流階級に溶け込んだ。アンダルシアから建築、芸術、工芸、文学の様式がモロッコに伝達し、都市の生活と文化はより活気を帯びる。一方で都市の文化の発展は、農村部との乖離を引き起こした。
支配層であるザナータ族の数は少なく、国王はモロッコに流入したアラブ遊牧民からの支持を歓迎した。その結果ベルベル人のアラブ化が進展し、アラビア語が公用語とされるようになった。遊牧民の平野部への進出は定住民の農耕地の減少をもたらし、後のモロッコ社会を特徴付ける遊牧民・都市民・山岳民三層の社会構造を形成した。
政府はユダヤ教徒に対して寛容であり、彼らを行政の諸分野で起用した。ウトマーン2世の時代にはユダヤ教徒への迫害を禁止する勅令が出され、ウトマーン2世の跡を継いだアブー・アルハサンはユダヤ教徒をズィンミー制度から免除した。ワズィールやハージブといった要職にユダヤ教徒が起用された例もあったが、その目的の一つに国家に対する民衆の不満を彼らの元にそらすことがあったと考えられている。

## 経済
マリーン朝の商業活動はムフタシブ（監督官）によって統制されていた。モロッコで商業を営むキリスト教国の商人は1つの商館に集められ、共同の領事の支配下に置かれた。卸売業には、主にユダヤ教徒が従事していた。
イブン・バットゥータの『大旅行記』には、モロッコを含むマグリブで流通していたディルハム銀貨の質の高さが記されている。

## 宗教

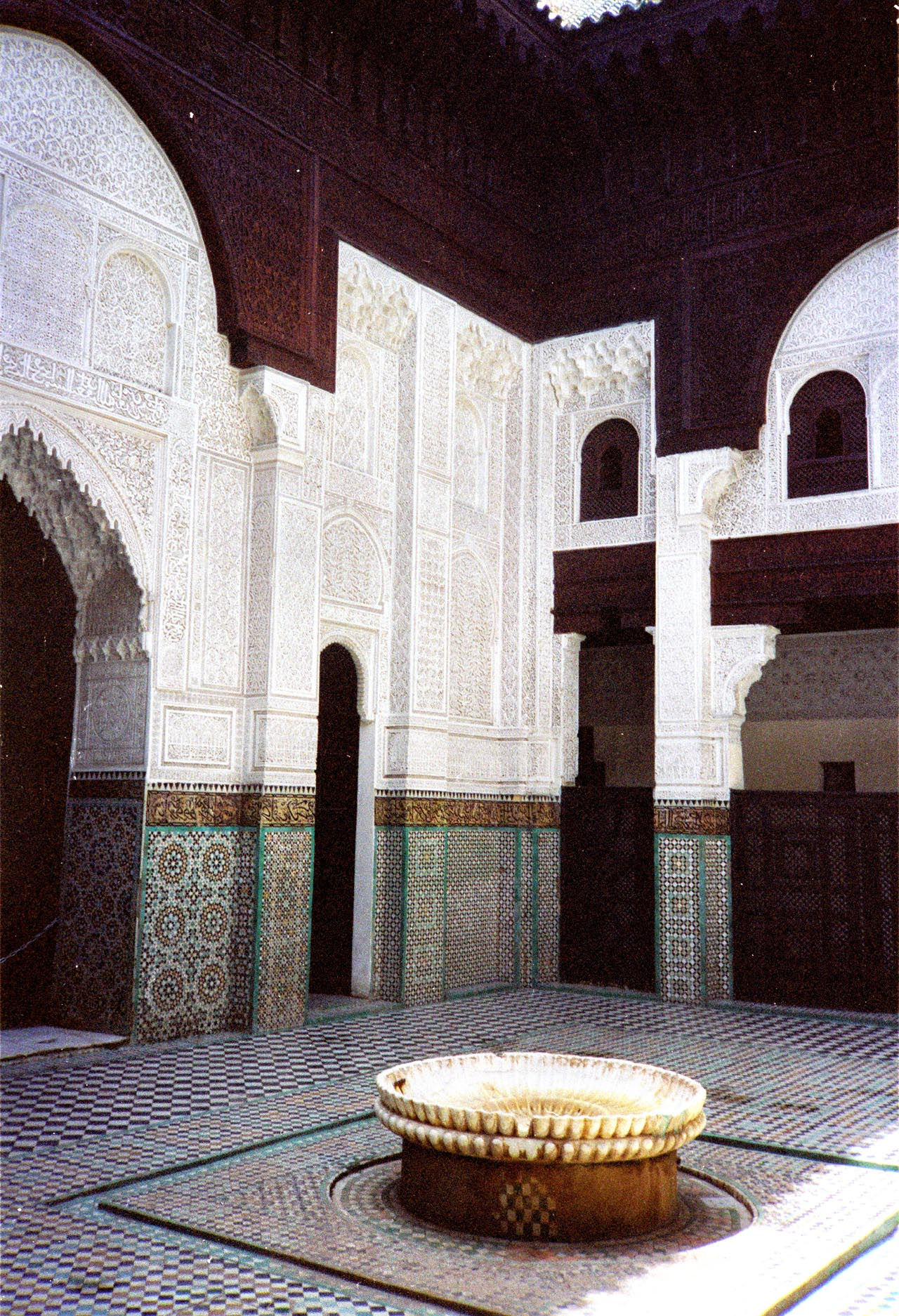
メクネスのブー・イナーニーヤ・マドラサ

経済的利益を目的として勢力を拡張したマリーン族は当初イスラームに深い理解を有していなかったが、平野部に進出して政治に携わるようになった後は宗教施設の建築を積極的に行うようになる。かつてマグリブを支配していたムラービト朝やムワッヒド朝と異なりマリーン朝は宗教的理念の下に建設された国家ではなく、宗教的理念の欠如は建国初期のムワッヒド朝に対する軍事活動を長引かせた。王朝は民衆を支配下に取り込むため、聖戦（ジハード）や宗教施設の建設によって宗教的正当性を主張した。ウラマー（イスラーム法学者）の支持を得るため、フェズにはブー・イナーニーヤ・マドラサ、アッタラーン・マドラサを初めとする多数のマドラサが建設された。また、宗教的権威の強化のため、マリーン朝は聖者アブー・マドヤン（? - 1197年）の墓があるザイヤーン朝の首都トレムセンを執拗に攻撃した。1337年にトレムセンを征服したアブー・アルハサンは、1339年にトレムセン郊外のウッバード村にアブー・マドヤンの廟を建立する。
マリーン朝ではムワッヒド主義は継承されず、マーリク派が採用された。マーリク派は主に都市部で支持され、地方では聖者崇拝思想（マラブーティズム）が主流だった。マリーン朝の時代のモロッコでは、聖者崇拝思想（マラブーティズム）の発展が顕著になる。スーフィズムの普及、シャリーフの影響力の増加は、地域社会の独立性を高めることになった。王朝末期には各地に同胞団や修養所が乱立し、聖者廟の建立が盛んになった。
1292年に預言者ムハンマドの誕生を祝うマウリドがモロッコに紹介され、アブー・アルハサン、アブー・イナーンの時代に一般に広まった。聖者廟の祭りは繁栄し、邪視を避けるための護符が多く作られた。

## 文化

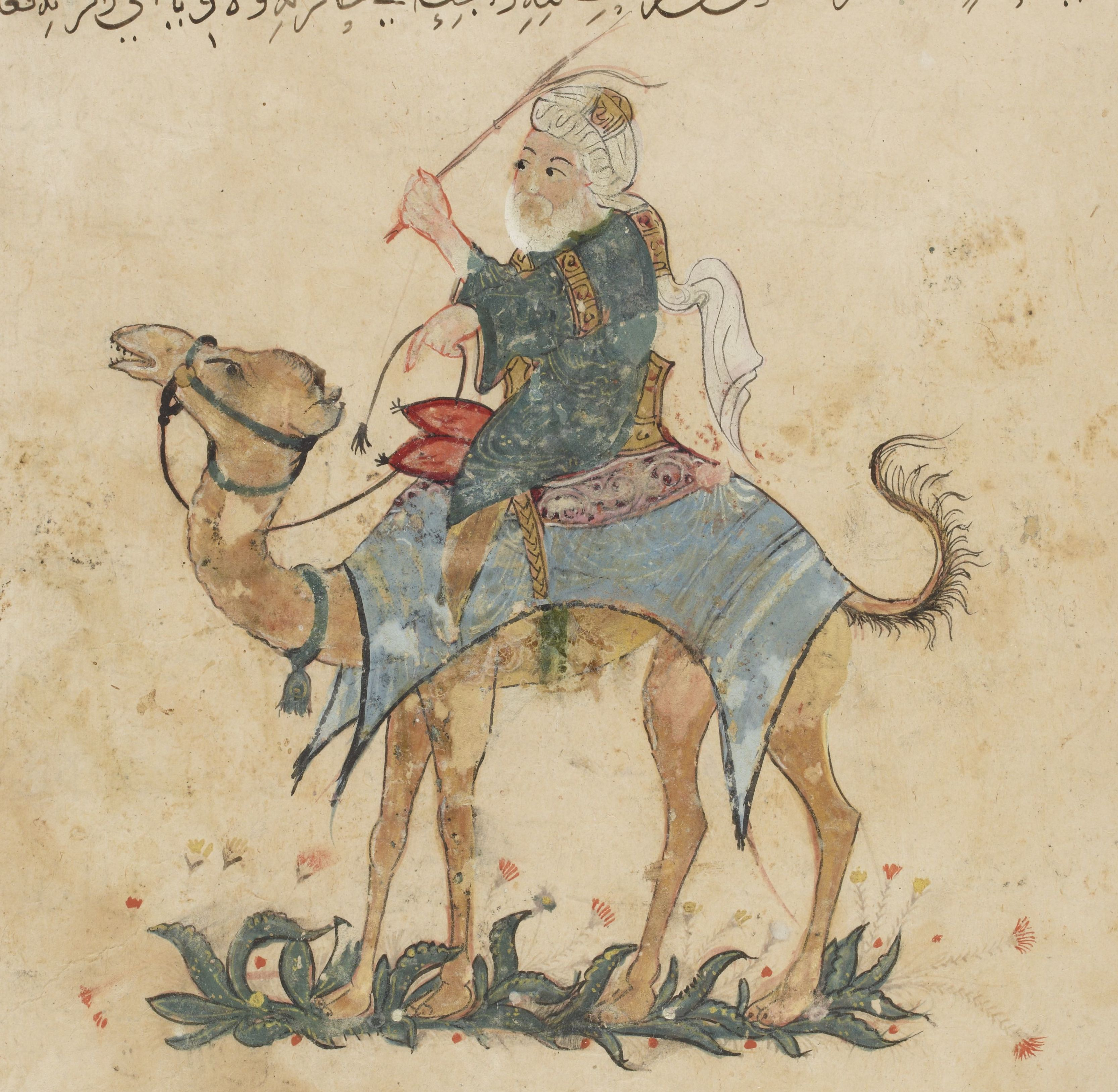
イブン・バットゥータ

農業、工業、交易によって成長した経済力を元に、マリーン朝治下のマグリブではマドラサ、病院、水車の建設が盛んに行われた。
アブー・アルハサンは即位前と即位後を通して多くのモスクやマドラサを建設した。旧フェズのアッタラーン・モスクは、アブー・アルハサンによる建築物の一つである。アブー・アルハサンを追放して即位したアブー・イナーンは父と同じく宗教施設の建設に熱心であり、アブー・アルハサンの時代に起工されたモスクとマドラサが完成した。2人の治世にフェズには新しい建物が多く作られ、フェズはチュニスに代わる北アフリカの文化の中心地となった。各都市に建設されたマドラサは地方への知識の拡散に貢献したと考えられ、マドラサの出身者の中から官吏が選ばれた。
ラバト近郊のシェラに建てられたマリーン王族の墓は、ウトマーン2世とアブー・アルハサンの二代にわたって建設された建物であり、墓の中に財宝が隠されている伝説が残る。
アブー・アルハサン、アブー・イナーンの元では優秀な芸術家や職人は、制作のひらめきを得られるようにと王族のような厚い厚遇を受け、高額な報酬が与えられていたことが伝えられている。アブー・アルハサンは1347年にチュニスを占領した際に多くのモロッコの学者を伴ってチュニスに入城し、後に大学者となるイブン・ハルドゥーンは彼らから教えを受けた。アブー・イナーンはインド、中国、マリ帝国を歴訪したイブン・バットゥータに強い関心を持ち、彼の命令によってイブン・バットゥータの体験が書記のイブン・ジュザイーによって口述筆記され、『三大陸周遊記』が書き上げられた。

## 歴代君主
1. アブド・アル＝ハック1世（在位：1196年 - 1217年）
2. ウトマーン1世（在位：1217年 - 1240年）
3. ムハンマド1世（在位：1240年 - 1244年）
4. アブー・バクル（在位：1244年 - 1258年）
5. ウマル（在位：1258年 - 1259年）
6. アブー・ユースフ・ヤアクーブ（在位：1259年 - 1286年）
7. アブー・ヤアクーブ・ユースフ（在位：1286年 - 1307年）
8. アーミル（在位：1307年 - 1308年）
9. スライマーン（在位：1308年 - 1310年）
10. アブー・サイード・ウトマーン2世（在位：1310年 - 1331年）
11. アブー・アルハサン・アリー（在位：1331年 - 1348年）
12. アブー・イナーン・ファーリス（在位：1348年 - 1358年）
13. ムハンマド2世（在位：1358年 - 1359年）
14. アブー・サーリム（在位：1359年 - 1361年）
15. ターシュフィーン（在位：1361年）
16. アブド・アル＝ハリーム（在位：1361年 - 1362年）
17. ムハンマド3世（在位：1362年 - 1366年）
18. アブド・アル＝アズィーズ1世（在位：1366年 - 1372年）
19. ムハンマド4世（在位：1372年 - 1374年）
20. アブー・アル＝アッバース・アフマド（在位：1374年 - 1384年）
21. ムーサー・アッ＝サイード（在位：1384年 - 1386年）
22. ムハンマド5世（在位：1386年）
23. ムハンマド6世（在位：1386年 - 1387年）
24. アブー・アル＝アッバース・アフマド（復位）（在位：1387年 - 1393年）
25. アブド・アル＝アズィーズ2世（在位：1393年 - 1396年）
26. アブド・アッラーフ（在位：1396年 - 1398年）
27. アブー・サイード・ウトマーン3世（在位：1398年 - 1420年）
28. アブド・アル＝ハック2世（在位：1420年/21年 - 1465年）